# 折生迫
折生迫（おりゅうざこ）とは、宮崎県宮崎市の地名および大字。正式には「宮崎市大字折生迫」となる。青島地域自治区に属している。郵便番号は889-2164。

## 地理
宮崎市の南東部に位置する。鰐塚山地の北縁あたり、折生迫付近から南はリアス式海岸となっている。山地が多く、平地面積はわずかである。海岸部は日南海岸国定公園に指定され、鬼の洗濯板と呼ばれる奇岩や、堀切峠があり、宮崎観光のイメージ画像として取り上げられる地域となっている。青島、青島西が住居表示により独立した。
南方を大字内海、西方を大字加江田と接する。

## 世帯数と人口
2023年（令和5年）3月1日現在の世帯数と人口は以下の通りである。
| 町丁   | 世帯数  | 人口  |
| ------ | ------- | ----- |
| 折生迫 | 134世帯 | 235人 |

## 小・中学校の学区
市立小・中学校に通う場合、学区は以下の通りとなる。
| 町名   | 小学校             | 中学校             |
| ------ | ------------------ | ------------------ |
| 折生迫 | 宮崎市立青島小学校 | 宮崎市立青島中学校 |

## 交通

### 鉄道
JR日南線が通過しており、折生迫駅が設置されている。

### バス
宮交グループの運営するバスが営業している。

### 道路
- 国道220号 青島バイパス
- 宮崎県道377号内海加江田線

## 施設
- 折生迫駅
- 折生迫デジタルテレビ中継局
- 宮崎市立青島中学校